# Thompsonville, Illinois
Thompsonville là một làng thuộc quận Franklin, tiểu bang Illinois, Hoa Kỳ. Năm 2010, dân số của làng này là 543 người.

## Dân số
Dân số qua các năm:
- Năm 2000: 571 người.
- Năm 2010: 543 người.